# Janet Dailey
Janet Anne Haradon Dailey (* 21. Mai 1944 in Storm Lake, Iowa; † 14. Dezember 2013 in Branson, Missouri) war eine US-amerikanische Schriftstellerin. Ihre Liebes- und Familienromane wurden in 20 Sprachen übersetzt und verkauften sich weltweit bis zum Zeitpunkt ihres Todes mehr als 325 Mio. Mal. Ihr Roman Foxfire Light diente als Vorlage für einen Spielfilm.
1979 veröffentlichte Dailey mit Touch the Wind erstmals einen längeren Liebes- und Familienroman in Buchform. Bis dahin war es üblich, dass derartige Literatur lediglich in Zeitschriften veröffentlicht wurde oder als Heftroman erschien. Die Veröffentlichung schaffte es auf die Bestsellerliste der The New York Times. Seit 1993 stiftete Janet Dailey jährlich den mit 5.000 USD dotierten Janet Dailey Award.

## Plagiatsfälle
Obwohl Dailey als Autorin sehr erfolgreich war, gestand sie 1997 wiederholtes Kopieren der Werke von Nora Roberts. Dies kam beim Vergleich des Roberts-Werkes Sweet Revenge und Dailey’s Notorious durch einen Leser heraus. Die beiden Autorinnen einigten sich und Dailey zahlte eine unbekannte Summe, welche von Nora Roberts gespendet wurde.